# Ernst Nassauer

Ernst Nassauer

Ernst Nassauer (* 8. Juli 1901 in Struthütten; † 11. März 1944 in Weidenau) war ein deutscher Politiker (NSDAP).

## Private und politische Biografie
Nach dem Besuch der Volksschule (1908–1916) arbeitete Nassauer als Bergmann. Von 1922 bis 1925 besuchte er die Bergschule in Siegen. Anschließend war er von 1925 bis 1935 als Steiger im Siegerland tätig war. 
Zum 1. Januar 1930 trat Nassauer der NSDAP bei (Mitgliedsnummer 186.673). Nach dem Rücktritt von Walter Heringlake übernahm er dessen Amt als Gauinspekteur Siegerland-Wittgenstein. Er war Mitglied der SA und hatte die Führung der Standarte 130 (Siegerland-Wittgenstein). Er war langjähriger "Betriebsführer" und Gauobmann Westfalen-Süd der DAF (1943–1944). 1942 folgte er Heringlake nach dessen Ausscheiden im Nachrückverfahren in den politisch bedeutungslosen nationalsozialistischen Reichstag, dem er bis zu seinem Tod für den Wahlkreis 18 (Westfalen Süd)  angehörte. 
Nassauer starb im Amtskrankenhaus Weidenau an einer Staublunge (Silikotuberkulose).